# 電視台風雲
《電視台風雲》（英語：Network）是一部1976年的美国电影。由帕迪·查耶夫斯基编剧，导演西德尼·吕美特执导，费·唐纳薇、威廉·霍尔登、彼得·芬奇、罗伯特·杜瓦尔、尼德·巴蒂及比阿特丽斯·斯特雷特等多位著名演员主演，米高梅电影公司和联合艺术家电影公司共同制作推出。影片在第49届学院奖角逐中获男主角、女主角、原著剧本、女配角4项大奖。

## 剧情
霍华德·比尔（Howard Beale，彼得·芬奇饰）是“联合广播系统”（Union Broadcasting System，简称UBS）“UBS晚间新闻”的一位老资格的新闻主播。这天他从自己的老朋友，电视台新闻分部总裁麦克斯·舒马赫（Max Schumacher，威廉·霍尔登饰）处得知，由于收视率不断下跌，他将在两个星期后从主播的位置上退下来。两人一起去喝了个烂醉，感叹着行业的不景气和各种不公。晚上，霍华德在电视直播时向观众宣布，自己将在下一个星期二的节目上自杀。之后，UBS立即解雇了他，但麦克斯认为霍华德做了这么多年的主播，理应给予他一次机会体面地向观众们告别。而霍华德也表示，自己将在镜头前对自己出格的行为向大家道歉。可是电视直播开始后，他又一次失控爆发了，在节目上直接声称生活就是一堆屎（bullshit）。毫不令人意外的是，霍华德的两次爆发虽然有损电视台的形象，但在收视率上却大获全胜，节节攀升，以致电视台的高层管理人员甚至决定利用他的出格表演来进一步提升收视率而不是马上解雇他。结果在下一次节目上，霍华德直接对整个国家因陷入经济萧条所带来的失业率升高、社会治安恶化、通货膨胀严重等各种问题作出了一次充满激情的谩骂攻击，并说服他的观众直接“站起来，走到窗前，打开窗户并大声呼喊：我已经疯啦，我再也受不了啦！”（"I'm as mad as hell, and I'm not going to take this anymore!"）

霍华德·比尔（彼得·芬奇）发表他的“发疯”主题演讲

黛安娜·克莉斯邓森（Diana Christensen，费·唐纳薇饰）是电视台节目制作部门的主管，为了制作出一个轰动性的节目，她与一个名为“普世解放军”，专门进行“城市游击战”的激进恐怖主义组织（讽刺1973至1975年间在美国活动过的一个名为共生解放军的恐怖组织）达成协议，拍摄一系列准备在下个季度上映，名为《毛泽东小时》的纪录片。当霍华德的晚间新闻节目收视率开始飞跃后，她找到麦克斯，表示愿意帮助他把这个新闻节目“发展壮大”，但麦克斯拒绝了这一专业上的提议，但接受了她的私人邀请，两人开始发展了更私人的关系。当麦克斯决定要结束这场“愤怒的霍华德”闹剧时，黛安娜向自己的上司弗兰克·哈克特（Frank Hackett，罗伯特·杜瓦尔饰）建议将晚间新闻转为娱乐部门下的节目以便自己可以拥有对其的主控权。弗兰克接受了这个提议，并马上解雇了麦克斯。很快，霍华德开始成为这个名为“霍华德·比尔表演”的新节目，并被电视台标榜包装为“现场直播的疯狂先知”。之后，该节目很快成为收视率最高的电视节目，在他的节目的互动观众席上，观众也主动站起来大声疾呼：“我们已经疯啦，我们再也受不了啦！”这一口号也被一些社会名流广泛宣传而变得人尽皆知。
起初，麦克斯与黛安娜之间的浪漫关系因对霍华德节目意见上的分歧和冲突而中止，但伴随着高收视率地不断洗礼，两人又干柴烈火地重新走到了一起。麦克斯一度离开了结婚25年的妻子，但黛安娜对工作的狂热及个人情感上的空洞和冷漠最终还是导致他回到了妻子身边，临走前他忠告黛安娜，她与她的职业生涯正在走向自我毁灭的道路。“你就是电视的化身，黛安娜。”他告诉她说，“对痛苦无动于衷，对欢乐也毫不敏感，整个生命都在一片平庸和废墟中消逝。”
一次偶然的机会，霍华德得知UBS的上级企业集团公司，美国通讯公司（Communications Company of America，简称CCA）将被沙特阿拉伯的一家大型集团公司收购。于是在当晚的节目上，他竭力地阻止这笔交易，直接地鼓动其观众给白宫发电报说：“这希望这笔CCA收购案马上停止！”此举导致电视台的高层陷入恐慌，因为整个集团的债务太过巨大，已经到了必须尽快通过这笔交易才能继续生存的状态。既愤怒又担心被解雇的弗兰肯·哈克特带着霍华德面见CCA集团总裁亚瑟·简森（Arthur Jensen，尼德·巴蒂饰），而亚瑟则出人意料地冷静向霍华德解释了他的“企业宇宙观”，在黑暗的会议室中，他展开了一番长篇大论，给霍华德一种自己只是个容易受人操纵的木偶，理应服从他这个更高级权威的印象。亚瑟又讲到国际经济合作中各参与者间千丝万缕的联系，来与虚无飘渺的简单国籍进行对比。最终，他成功说服霍华德放弃了自己的民粹主义观点，并开始鼓吹他的新“福音”。但电视观众对这冗长繁杂的内容并不买账，节目的收视率开始明显下降。很显然，观众只想在电视节目中娱乐至死，对任何实质性的内容都不感兴趣。而亚瑟则认为这样一石二鸟，既解决了霍华德之前在节目中所造成的严重问题，又可以保持高收视率，因此不允许电视台管理人员辞退霍华德。
影片的最后，黛安娜、弗兰克，以及其他电视台的高层管理人员决定雇请恐怖主义组织普世解放军在下一次节目现场直播时直接枪杀霍华德，这一行动成功了，霍华德在千万观众眼皮底下被机枪射杀，电视台的计划成功了，下一季他们将推出新节目《毛泽东一小时》。
影片以这样的一段旁白说明而结束：

这就是霍华德·比尔的故事，他是所知第一个因为收视率不够高而被杀的人。

## 演员表
- 威廉·霍尔登饰麦克斯·舒马赫
- 彼得·芬奇饰霍华德·比尔
- 罗伯特·杜瓦尔饰弗兰克·哈克特
- 费·唐纳薇饰黛安娜·克莉斯邓森
- 比阿特丽斯·斯特雷特饰路易丝·舒马赫，麦克斯的妻子
- 尼德·巴蒂饰亚瑟·简森
- 部分来源称片尾枪杀霍华德·比尔的恐怖分子之一是由蒂姆·罗宾斯扮演的[5]。不过，蒂姆曾公开表示自己没有在本片中出现过[6]。

## 制作
帕迪·查耶夫斯基撰写本片剧本时的部分灵感来源于佛罗里达州新闻主播克莉斯汀·查巴克在两年前的一次新闻直播节目上当众自杀的案例。这位女主播当时身受抑郁症的折磨，而且与总编不和。她于1974年7月15日用手枪自杀的镜头震惊了无数的观众。帕迪用这一事件来做为其影片中的第一个吸引观众的焦点，并在之后接受采访时说：“电视行业可以为了收视率而无所不用其极……无所不用其极！”
片中由费·唐纳薇饰演的电视台节目制作人黛安娜·克莉斯邓森，则是以国家广播公司（national broadcasting company，简称NBC）日间电视节目制作人琳·波林為原型，不过对此她坚决否认。
帕迪和制片人霍华德·高菲尔德（Howard Gottfried）刚刚从一场与联合艺术家电影公司的官司中脱身，在这个官司中，他们起诉该公司将其上一部电影医生故事与另一部影片一起租给了美国广播公司（American Broadcasting Company，简称ABC）。尽管有了这么一场诉讼，帕迪和霍华德还是与联合艺术家电影公司达成了协议，由其出资赞助《螢光幕後》的拍摄，不过之后该公司由于认为电影的内容太具争议性而退出。不过，帕迪与霍华德并没有因此而气馁，他们带着剧本联系了多家制片公司，并最终成功地找到了米高梅公司同意赞助本片。不久，联合艺术家公司又一次改变了主意，并希望可以与米高梅共同出资，米高梅同意了这一请求并给予对方国际发行权，而米高梅则保有北美及加勒比地区的发行权，两家公司共同拥有影片的版权。
最终影片于1976年11月27日在纽约举行了首映式，并在不久后开始全面上映。

## 专业评价
《電視台風雲》上映后，成为1976-77年的一个热门话题，获得了大量的收益及专业评价。
《纽约时报》影评专栏作家文森特·坎迪在他1976年11月的电影回顾文章中形容本片“离谱而出色，残酷且风趣，这部典型的美国喜剧确认了帕迪·查耶夫斯基作为一个重要的美国新讽刺作家的地位”，并且电影“成功表现出了其对观众对电视乃至整个社会看法的支持，并且反过来也得到了观众的支持。”《芝加哥太阳报》著名影评人罗杰·艾伯特在本片获得多项学院奖后撰写的一篇文章中赞扬本片拥有“极易出色的表演”，是一部“不仅对电视，而且对整个70年代整个美国社会的种种问题进行了尖锐的抨击”。并且“它的表现是如此出色，其中的批评是如此地一针见血和令人难忘。《電視台風雲》将会比其它更条理分明的电影更能经受时间的考验而魅力永存。”四分之一个世纪之后，罗杰将本片列入其“伟大的电影”名单，并表示该片就像是“一个预言。当帕迪·查耶夫斯基创造了霍华德·比尔这个角色的时候，不知是否会想到（会有）杰里·斯普林格、霍华德·斯坦以及世界摔角联合会？” 他还赞扬了导演西德尼和编剧帕迪知道“让整个故事戛然而止的最佳时机。”影片还在《帝国杂志》评选的电影史上最优秀的500部电影中名列第100位。
不过，也并非所有的评论都给予本片正面评价。《纽约客》的宝琳·卡尔在一篇题为“Hot Air”的回顾文章中，批评本片中有着太多漫长、唠叨的演讲；她认为影片中充满了查耶夫斯基不仅是对电视本身，而且对其观众都带有一种自以为是的蔑视。并且事实上几乎电影中的所有角色，特别是罗伯特·杜瓦尔扮演的角色，都在大声地咆哮。“这群围绕着一个所谓救世主的闹剧演员们轮流对着我们这群没有灵魂的观众大喊大叫。”迈克尔·布林顿则在其文章中写道：“这部电影中充斥着太多耸人听闻的小报头条。”而《时间到》周刊的克里斯·贝提特则形容本片中“充满了成年人华而不实的自我庆祝，并且几乎完全是空洞的，没有任何实质性的内容。”并补充称“（观看这部电影）最大的乐趣就是在看这个金玉其外的故事是怎样华丽破灭的。”

## 奖项与荣誉
2000年，《電視台風雲》以其在“文化、历史和审美方面的显著成就”，被美国国会图书馆列入国家电影登记部下属的国家电影保存委员会保护电影名单中；在2002年进行评选的2001年美国电影制片人工会奖中，本片被收入美国电影制片人工会电影名片堂，来表彰其“对美国娱乐事业作出的历久弥新的标准性贡献。”2006年，本片剧本入选美国东部编剧工会历史上十部最优秀的剧本之一。2007年，本片在美国影艺协会（American film institute，简称AFI）评选的AFI百年电影史百大经典电影十周年版中名列第64位，比1998年评选的AFI百年电影史百大经典电影中的排列（第66位）还要高两位。而影片中的经典台词“I'm as mad as hell, and I'm not going to take this anymore!”（我已经疯啦，我再也受不了啦！）也在2005年评选的AFI百年电影史百大经典台词中名列第19位。

### 学院奖
获奖
- 男主角 — 彼得·芬奇
- 女主角 — 费·唐纳薇
- 女配角 — 比阿特丽斯·斯特雷特
- 原著剧本

彼得·芬奇于1977年1月14日去世故未能出席第49届学院奖颁奖典礼领奖，他的遗孀Eletha Finch代他接受了这座小金人，他也是首位去世后才获得学院奖的男演员。
获女配角奖的比阿特丽斯·斯特雷特在影片中一共出镜的时间仅有5分40秒，她也因此成为学院奖历史上出镜时间最短的获奖演员。
此外，《電視台風雲》也是学院奖历史上最后一部在4个演员类奖项中获3项奖的电影。
提名
- 最佳影片
- 导演 — 西德尼·吕美特
- 男主角 — 威廉·霍尔登
- 男配角 — 尼德·巴蒂
- 剪辑
- 摄影

### 金球奖
获奖
- 最佳电影男主角（正剧类）：彼得·芬奇
- 最佳电影女主角（正剧类）：费·唐纳薇
- 最佳导演奖：西德尼·吕美特
- 最佳编剧奖：帕迪·查耶夫斯基

提名
- 最佳影片奖（正剧类）

### 英国电影学院奖
获奖
- 最佳男主角：彼得·芬奇

提名
- 最佳影片
- 最佳导演：西德尼·吕美特
- 最佳男主角：威廉·霍尔登
- 最佳女主角：费·唐纳薇
- 最佳男配角：罗伯特·杜瓦尔
- 最佳编剧：帕迪·查耶夫斯基
- 最佳剪辑
- 最佳音效

### 美国影艺协会
- AFI百年电影史百大经典电影：第66位；
- AFI百年电影史百大经典台词：片中男主角彼得·芬奇扮演的新闻主播霍华德·比尔（Howard Beale）的台词“I'm as mad as hell, and I'm not going to take this anymore!”（我已经疯啦，我再也受不了啦！）名列第19位；
- AFI百年电影史百大经典电影十周年版：第64位；
- AFI百年电影史百大喜剧电影：提名；
- AFI百年电影史百大银幕英雄与恶魔：女主角费·唐纳薇饰演的黛安娜·克莉斯邓森（Diana Christensen）被恶魔榜提名；

## 流行文化
影片中的经典台词“I'm as mad as hell, and I'm not going to take this anymore”（我已经疯啦，我再也受不了啦！）被大量的电影和其它媒体节目引用。
著名编剧艾伦·索金因2010年的电影《社交网络》（"The Social Network"）获第83届学院奖原著改编奖上台领奖时，特别提及了本片及编剧帕迪·查耶夫斯基，而在艾伦之前主创的电视剧集《日落大道60号演播室》（"Studio 60 on the Sunset Strip"）中，也多次地提及了本片及编剧。